# 24-Stunden-Rennen auf dem Nürburgring 2025

Streckenführung für das 24-Stunden-Rennen

Das 53. 24-Stunden-Rennen auf dem Nürburgring fand zwischen dem 19. und dem 22. Juni 2025 auf dem Nürburgring statt.